# Jukka Raitala
Jukka Raitala, född 15 september 1988, är en finländsk fotbollsspelare som spelar för IF Gnistan. Han har tidigare spelat för bland annat 1899 Hoffenheim, Osasuna och SC Heerenveen. Han har även representerat Finlands landslag.

## Karriär
I juli 2015 värvades Raitala av AaB från FC Vestsjælland. Han skrev på ett korttidskontrakt till slutet av 2015 som inte blev förlängt.